# (5946) Hrozný
(5946) Hrozný est un astéroïde de la ceinture principale.

## Description
(5946) Hrozný est un astéroïde de la ceinture principale. Il fut découvert le 28 octobre 1984 à l'Observatoire Kleť par Antonín Mrkos. Il présente une orbite caractérisée par un demi-grand axe de 2,34 UA, une excentricité de 0,12 et une inclinaison de 2,6° par rapport à l'écliptique.

## Compléments